# Мартин Линтфар
Линтфар Мартин Ян (?— около 1514—15) - деятель католической церкви Великого княжества Литовского, дипломат.

## Биография
По национальности - немец. Происходил, вероятно, из мещанского сословия. После получения сана епископа получил дворянство с гербом "Мерава".
По сведениям Альберта Кояловича, 30 лет учился в Италии. Стал знатоком права (согласно папской буллы, получил литературное образование).
С 1463 - каноник Виленский, Познанский и Леодийский, настоятель Виленского костела св. Яна.
Приблизительно с 1491 - архидиакон Виленского капитула.
С 08.10.1492 - епископ Жемайтский. В Жемайтской епархии создал 7 новых приходов, упорядочил канцелярию и архив епископов.
В 1507 основал часовню и алтарию в Варниском кафедральном костеле.
Владел многочисленными бенефициями: канонии в Познани и Бельгии, плебанию в Гнезненской архидиоцезии, алтарию св. Николая в Калише, оставался каноником Виленским.
Имел значительную весомость в политике ВКЛ. В 1496 участвовал в работе Виленского съезда по выработке условий польско-литовской унии.
В 1499 посол ВКЛ в Польшу, участвовал в переговорах относительно унии между представителями ВКЛ и Польши.
В 1501 посол в Польшу в деле избрания великого князя литовского Александра на польский трон. Сторонник Мельницкой унии 1501.
Участвовал в Виленском сейме 1508 — 1509.